# تقویت‌کننده کم‌نویز

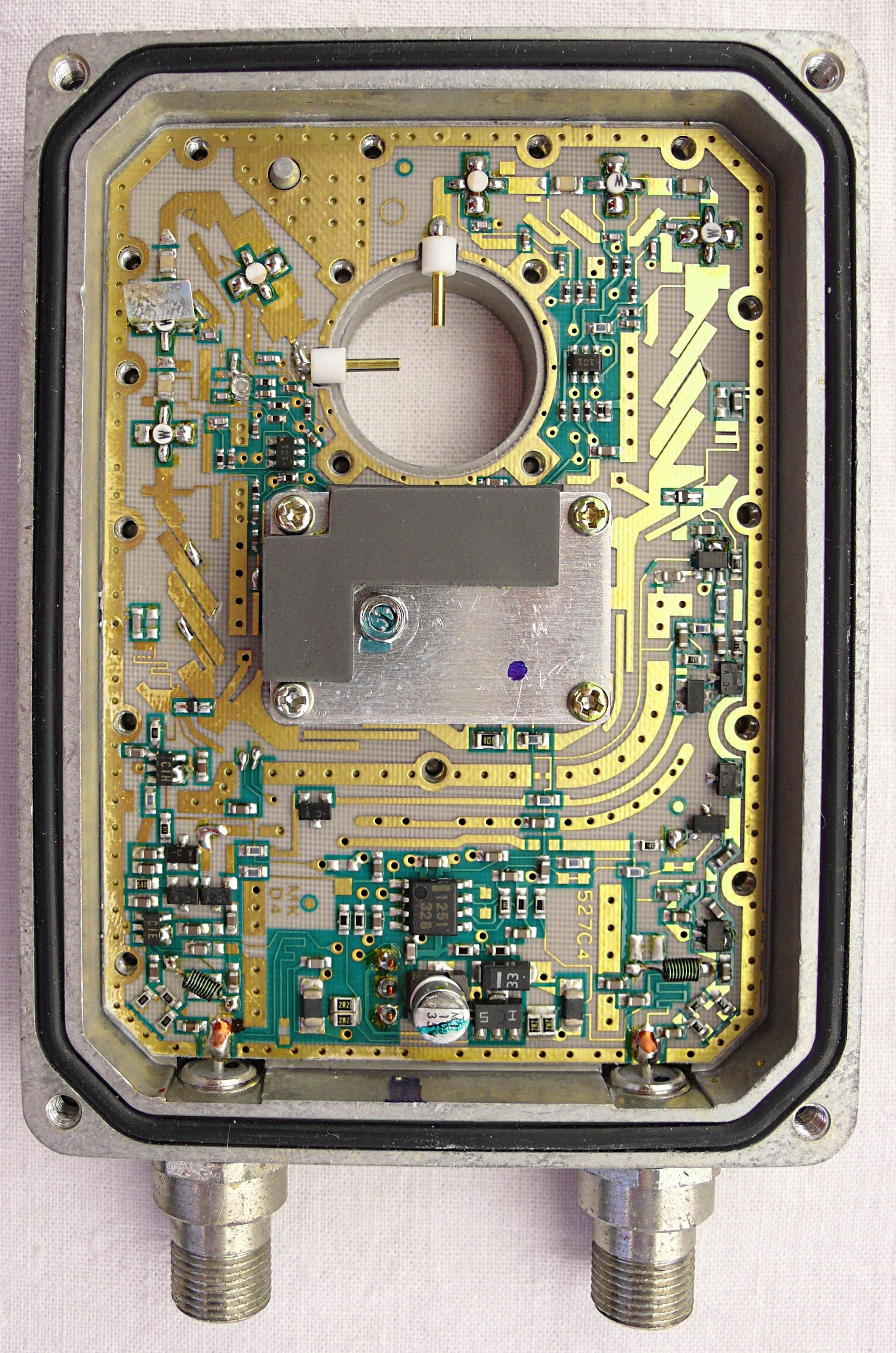
نمونه ای از اجزای تشکیل دهنده یک مدل ابتدایی

تقویت‌کنندهٔ کم‌نویز (به انگلیسی: Low-noise amplifier) (اختصاری LNA) تقویت‌کننده‌ای الکترونیکی برای تقویت سیگنال‌های بسیار ضعیف است. این تقویت‌کننده معمولاً بسیار نزدیک به آنتن گیرنده قرار داده‌می‌شود تا نسبت سیگنال به نویز در هنگام پردازش سیگنال دریافتی افت نکند.
یک تقویت‌کنندهٔ عادی، هم سیگنال و هم نویز را تقویت می‌کند. ال‌اِن‌اِی‌ها طوری طراحی شده‌اند تا اثر نویز را به حداقل برسانند. طراحان، نویز را با تطبیق امپدانس، انتخاب قطعات کم‌نویز و انتخاب شرایط بایاس با نویز کم، به حداقل می‌رسانند.
ال‌اِن‌اِی‌ها در سامانه‌های مخابرات رادیویی، تجهیزات پزشکی و دستگاه‌های آزمایش ابزار الکترونیکی یافت می‌شوند. یک ال‌اِن‌اِی ممکن است بهره توان ۱۰۰ (۲۰ دسی بل) را تأمین‌کند.

## مخابرات
آنتن‌ها منبع رایج سیگنال‌های ضعیف هستند. یک آنتن در فضای باز اغلب توسط یک خط انتقال به نام خط تغذیه به گیرنده خود متصل می‌شود. اتلاف در خط تغذیه، نسبت سیگنال-به-نویز دریافتی را کاهش می‌دهد: افت خط تغذیه ۳ دسی بل، نسبت سیگنال-به-نویز گیرنده (SNR) را ۳ دسی بل کاهش می‌دهد.

## ملاحظات طراحی
تقویت‌کننده‌های کم‌نویز، بلوک‌های سازنده سامانه‌ها و ابزارهای مخابراتی هستند. مهم‌ترین مشخصات یا ویژگی‌های ال‌اِن‌اِی عبارتند از:
- بهره
- ضریب نویز
- خطسانی
- بیشینه ورودی آراف

## برای مطالعهٔ بیشتر
- Motchenbacher, C. D.; Connelly, J. A. (1993), Low-Noise Electronic System Design, John Wiley, ISBN 978-0-471-57742-3